# Lynne Ramsay
Pour les articles homonymes, voir Ramsay.
Lynne Ramsay est une réalisatrice britannique, née le 5 décembre 1969 à Glasgow (Écosse, Royaume-Uni).

## Biographie
Née à Glasgow le 5 décembre 1969, elle est diplômée de la National Film and Television School en 1995. Son court métrage de fin d'études, Small Deaths, remporte le Prix du Jury à Cannes en 1996. Son deuxième court métrage, Kill the Day, remporte le Prix Spécial du Jury au Festival international du court-métrage de Clermont-Ferrand en 1997, et son troisième court métrage, Gasman, remporte le Prix du meilleur court métrage au BAFTA Scotland en 1998 et de nouveau le Prix du Jury à Cannes.
En 1999, Lynne Ramsay réalise son premier long métrage, Ratcatcher, qui est présenté au Festival de Cannes dans la section Un Certain Regard. Bien accueilli par la critique, ce film remporte plusieurs prix dont le Carl Foreman Award (meilleur espoir britannique) à la 53e cérémonie des BAFTA Awards et le Sutherland Trophy au Festival du film de Londres.
En 2002, Lynne Ramsay réalise son deuxième long métrage Morvern Callar qui est présenté au Festival de Cannes. Elle y remporte le prix C.I.C.A.E. et le Prix de la jeunesse du film étranger.
Envisagée dans un premier temps pour réaliser l'adaptation du roman La Nostalgie de l'ange d'Alice Sebold, elle doit quitter le projet en 2004. Son projet suivant est l'adaptation du roman de Lionel Shriver We Need to Talk About Kevin, lauréat du Prix Orange pour la fiction en 2005.
En 2007, elle est classée 12e du classement des 40 meilleurs réalisateurs actuels selon The Guardian. En 2011, elle présente en compétition au 64e Festival de Cannes pour son troisième long-métrage; We Need to Talk about Kevin.
En 2013, son court-métrage Swimmer est sélectionné à Cannes dans la sélection de la Quinzaine des Réalisateurs. Elle est, la même année, membre du jury du 66e Festival de Cannes, présidé par Steven Spielberg.
Cette même année, elle est nommée docteur honoris causa de l'université d'Édimbourg.
En 2016, il est annoncé qu'elle travaille sur l'adaptation du recueil de nouvelles de Jonathan Ames,You Were Never Really Here, paru en 2013. Joaquin Phoenix y joue le rôle d'un vétéran de guerre hanté par son passé,. Lynne Ramsay présente le film en compétition officielle au 70e Festival de Cannes en 2017 et elle y remporte le Prix du scénario tandis que Joaquin Phoenix remporte le prix d'interprétation masculine.
En 2019, elle est présidente du jury du 38e Festival international du film d'Istanbul, succédant ainsi à João Pedro Rodrigues. Son documentaire Brigitte à propos de la photographe portraitiste française Brigitte Lacombe est sorti en septembre de cette même année. Le court-métrage fait partie de la série documentaire Women's Tales, commisionnée par la marque Miu Miu dans le cadre de la Mostra de Venise.
Après huit ans d'absence, son cinquième long-métrage, Die, My Love, avec Jennifer Lawrence et Robert Pattinson, est annoncé en sélection officielle du 78e Festival de Cannes qui se tient en mai 2025. Il s'agit d'une adaptation du roman éponyme de l'écrivaine argentine Ariana Harwicz. 

## Filmographie

### Comme réalisatrice

#### Longs métrages
- 1999 : Ratcatcher
- 2002 : Le Voyage de Morvern Callar (Morvern Callar)
- 2011 : We Need to Talk about Kevin
- 2017 : A Beautiful Day (You Were Never Really Here)
- 2025 : Die, My Love
- 2025 : Polaris
- ? : Stone Mattress

#### Courts métrages
- 1996 : Small Deaths
- 1996 : Kill the Day
- 1997 : Gasman
- 2013 : Swimmer
- 2019 : Brigitte

## Distinctions
- 1996 : Prix du Jury au meilleur court-métrage au Festival de Cannes pour Small Deaths
- 1997 : Prix Spécial du Jury au Festival international du court-métrage de Clermont-Ferrand pour Kill the Day
- 1998 : Prix du meilleur court métrage au BAFTA Scotland pour Gasman
- 2000 : Carl Foreman Award à la 53e cérémonie des BAFTA Awards pour Ratcatcher
- 2002 : Prix C.I.C.A.E. et Prix de la jeunesse du film étranger au Festival de Cannes pour Le Voyage de Morvern Callar (Morvern Callar)
- 2011 : Meilleur film au Festival du film de Londres pour We Need to Talk About Kevin
- 2011 : Meilleur réalisateur au British Independent Film Awards pour We Need to Talk About Kevin
- 2013 : Meilleur court-métrage aux Prix BAFTA pour Swimmer[10]
- 2017 : Prix spécial du jury au Courmayeur Noir in Festival
- 2017 : Prix du scénario au Festival de Cannes pour A Beautiful Day

### Autres titres
- 2013 : Docteur honoris causa de l'université d'Édimbourg